# Morceaux choisis
Pour les articles homonymes, voir Morceaux choisis (homonymie).
Pour plus de détails, voir Fiche technique et Distribution.
Morceaux choisis ou Miracle sous la main au Québec (Picking Up the Pieces) est un film américain d'Alfonso Arau sorti en 2000.

## Synopsis
Tex est un boucher marié à Candy, une très belle femme qui ne lui est pas tellement fidèle. Tex finit par la tuer et la découper en petits morceaux. Il part l'enterrer dans le désert, près de la frontière mexicaine. Mais, pendant son voyage, il perd une main de Candy. Or cette main, récupérée par une aveugle qui retrouve la vue, puis confiée à un prètre d'un petit village, se met soudain à accomplir de vrais miracles. Devenue célèbre et reconnue comme la main de la Vierge Marie, Tex va tout faire pour récupérer la preuve de sa culpabilité.

## Fiche technique
- Titre original : Picking Up the Pieces
- Titre français : Morceaux choisis
- Titre québécois : Miracle sous la main
- Réalisation : Alfonso Arau
- Scénario : Bill Wilson
- Décors : Denise Pizzini
- Photographie : Vittorio Storaro
- Montage : Michael R. Miller
- Musique : Ruy Folguera
- Production : Paul Sandberg
- Sociétés de production : Comala Films Productions, Kushner-Locke Productions, Ostensible Productions
- Société de distribution : Metropolitan FilmExport (États-Unis) Distribution Metropolitan FilmExport (France)
- Pays d'origine :  États-Unis
- Langue originale : anglais
- Genre : Comédie
- Durée : 95 minutes
- Date de sortie :

États-Unis : 26 mai 2000 (sorti directement à la télévision)
France : 30 août 2000

## Distribution
- Woody Allen (VF : Jean-Luc Kayser ; VQ : André Montmorency) : Tex Cowley
- Sharon Stone (VF : Micky Sebastian ; VQ : Anne Dorval) : Candy Cowley
- Maria Grazia Cucinotta (VF : Déborah Perret ; VQ : Hélène Mondoux) : Desi
- Cheech Marin (VF : Marc Alfos ; VQ : Manuel Tadros) : le maire Machado
- David Schwimmer (VF : Bernard Gabay ; VQ : Gilbert Lachance) : le père Leo Jerome
- Kiefer Sutherland (VF : Emmanuel Jacomy ; VQ : Alain Zouvi) : le shérif Bobo
- Alfonso Arau : Dr Amado
- Andy Dick : le père Buñuel
- Fran Drescher (VF : Laure Sabardin ; VQ : Linda Roy) : sœur Frida
- Joseph Gordon-Levitt (VF : Ludovic Baugin ; VQ : Sébastien Reding) : Flaco
- Elliott Gould (VF : Bernard Alane) : le père LaCage
- Eddie Griffin (VF : Lucien Jean-Baptiste) : Sediento
- Angélica Aragón : Dolores
- Mia Maestro : Carla
- Lupe Ontiveros (VQ : Madeleine Arsenault) : Constancia
- Lou Diamond Phillips (VF : Jean-François Aupied ; VQ : Pierre Auger) : l'officier Alfonso
- Pepe Serna (en) : Florencio
- Richard Edson : Edsel Farkus
- Tony Plana (VF : Thierry Murzeau) : Usher
- Betty Carvalho : Juana
- Enrique Castillo : Grasiento
- Jorge Cervera Jr. (VF : Michel Modo) : Unojo
- O'Neal Compton : Texas John
- Marcus Demian : Ricardo
- Jeannine De La Torre : Maria
- Jon Huertas : Paulo
- Dana Woods : Pequeño

 Source et légende : version française (VF) sur RS Doublage et selon le carton du doublage français sur le DVD zone 2 ; version québécoise (VQ) sur Doublage.qc.ca

## Box-office
- Entrées : 32,179 - France, 5 septembre 2000 ; 96,799 - Espagne, 10 août 2002)
- Recettes : €390,043 - Espagne, 10 août 2002 (total)